# Medweschji-Inseln
Die Medweschji- oder Bäreninseln (russisch Медвежьи острова) sind eine unbewohnte Inselgruppe am westlichen Ende des Kolyma-Golfes in der Ostsibirischen See.

## Geographie
Die sechs Inseln liegen etwa 100 Kilometer von der Mündung der Kolyma entfernt. Die 15 Kilometer lange Insel Krestowski ist die größte, mit 273 Metern höchste (Gora Schapka) und westlichste der Gruppe. Sie liegt 35 Kilometer vor der Küste Sibiriens. Auf Tschetyrjochstolbowoi, der östlichsten und südlichsten der sechs Inseln, wurde 1933 eine Wetterstation errichtet.
Administrativ gehört die Gruppe zum Verwaltungsbezirk Nischnekolymski ulus der Republik Sacha (Jakutien). Der Name ist vom russischen Wort medwed für „Bär“ bzw. auch „Eisbär“ abgeleitet.
Die sechs Inseln von West nach Ost:
1. Krestowski
2. Andrejewa
3. Puschkarjowa
4. Leontjewa
5. Lyssowa
6. Tschetyrjochstolbowoi.

## Geschichte
Die Inseln wurden mehrmals von russischen Kaufleuten und Kosaken durch Zufall entdeckt, bevor sie schließlich gezielt kartiert wurden. Aus europäischer Sicht war der Kaufmann Jakow Wjatka 1655 der Erste, der eine der Inseln – wahrscheinlich Krestowski – sah und auch einige Männer an Land setzte. Fjodor Amossow versuchte 1723 vergeblich, die Inseln zu erforschen. Im Zuge der von Vitus Bering geleiteten Großen Nordischen Expedition kartierte Dmitri Laptew die Festlandsküste zwischen den Mündungen der Flüsse Lena und Kolyma und „entdeckte“ am 3. August 1740 erneut eine der Inseln. 1763 wurde der Kosak und Geodät Stepan Andrejew ausgeschickt, um eine erste vollständige Kartierung der Medweschji-Inseln vorzunehmen. Er berichtete anschließend, östlich in der Ferne eine große Insel gesichtet zu haben. Nach diesem Andrejewland suchten zahlreiche Expeditionen bis ins 20. Jahrhundert vergeblich. Eine genauere Landaufnahme führten I. Leontjew, I. Lyssow und A. Puschkarjow durch, die die Inselgruppe von 1769 bis 1771 in Begleitung ihres Dolmetschers Nikolai Daurkin besuchten. Nach ihnen und Andrejew wurden die vier bis 1912 noch namenlosen Inseln von der Hydrographischen Expedition des Nördlichen Eismeers (1910–1914) benannt.
Während einer von 1820 bis 1824 dauernden Expedition Ferdinand von Wrangels entlang der Küsten der Ostsibirischen See und der Tschuktschensee umfuhr der Arktisforscher Fjodor Matjuschkin (1799–1872) die Medweschji-Inseln mit dem Schlitten und kartierte sie neu.
Auch Adolf Erik Nordenskiöld sichtete die Inseln auf seiner Fahrt durch die Nordostpassage.

## Sonstiges
Flora und Fauna sind typisch für die Tundra. Die Medweschji-Inseln sind fast permanent von Eis umgeben und haben ein sehr kaltes, trockenes Klima. Im Sommer wird im Gebiet der Inseln industrieller Fischfang betrieben.